# Janice Laking
Pour les articles homonymes, voir Laking.
Janice Laking (née McCuaig en 1930) est une femme politique canadienne de l'Ontario. Elle est mairesse de la ville ontarienne de Barrie de 1988 à 2000. 

## Biographie
Fille de Duncan Fletcher McCuaig, ancien député fédéral de Simcoe-Nord et maire de Barrie de 1928 à 1931, Laking entre au conseil municipal de Barrie en 1972. Candidate libérale nommée dans Simcoe-Sud pour les élections fédérales de 1979, elle se désiste afin de se présenter contre Ross Archer, maire sortant de Barrie. Défaite lors de l'élection, elle demeure au conseil municipal pendant encore 8 ans avant d'être élue mairesse en 1988. 
Réélue par acclamation en 1991, elle est candidate libérale dans Simcoe-Centre en 1993. Défaite par Ed Harper, seul candidat réformiste élu à l'est du Manitoba alors qu'un balayage libéral s'opérait en Ontario, certains analystes politiques considéraient la défaite de Laking comme la volonté d'électeurs ne voulant pas la voir quitter la mairie.
Réélue en 1994 et en 1997, elle est défaite par Jim Perri en 2000. Elle devient ensuite juge de la citoyenneté et est aussi colonel honoraire de l'aile 16 de la base des Forces canadiennes Borden.